# رز فیلیپس
رز فیلیپس (نام علمی: Rosa filipes) یکی از گونه‌های رز است. رز بالارونده و سیار پیچیده به دور درختان دیگر است. گل آن سفید رنگ بوده و ساده و ۵ برگ است. یکی از بزرگ‌ترین و پرتوان‌ترین رزهای رونده یا رامبلر است. در اواسط تابستان تمام قسمت‌های آن از خوشه‌هایی با گل‌های منفرد یا ساده و معطر پوشیده می‌شود که این گل‌ها در پاییز به میوه‌های کوچک و قرمز گل سرخ مبدل می‌شوند. رز رونده فیلیپس یک گیاه ایده‌آل از نظر پرورش دادن و تربیت کردن در قسمت بالای یک پشته و درختان دیگر است. ارتفاع آن در حدود ۹ تا ۱۵ متر است.